# Ledce (ort i Tjeckien, Mellersta Böhmen, lat 50,20, long 14,00)
Ledce är en ort i Tjeckien.   Den ligger i regionen Mellersta Böhmen, i den centrala delen av landet, 30 km väster om huvudstaden Prag. Ledce ligger 336 meter över havet och antalet invånare är 477.
Terrängen runt Ledce är lite kuperad. Runt Ledce är det mycket tätbefolkat, med 1 135 invånare per kvadratkilometer. Närmaste större samhälle är Kladno, 8,8 km sydost om Ledce. Trakten runt Ledce består till största delen av jordbruksmark.